# كروماتين

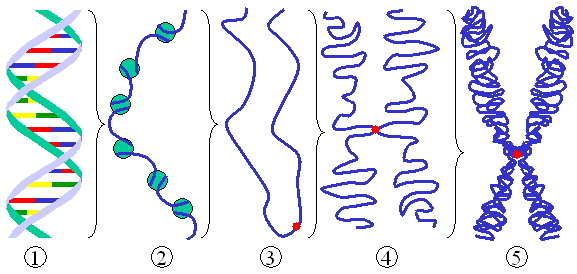

الكروماتين (بالإنجليزية: Chromatin) هو مزيج من الحمض النووي والبروتينات التي تشكل محتويات نواة خلية. الوظائف الأساسية للكروماتين هي: حزم الحمض النووي في أصغر حجم لاحتوائه في الخلية ولتعزيز الحمض النووي للسماح للانقسام الخيطي (الانقسام غير المباشر)، ومنع تلف الحمض النووي، والتحكم في التعبير الجيني وتَنَسُّخٌ الحمض النووي.
مكونات البروتين الرئيسي للكروماتين هي الهستونات التي تضغط الحمض النووي. يوجد الكروماتين فقط في الخلايا حقيقية النواة: الخلايا بدائية النواة يكون لها نظام مختلف جدا من الحمض النووي الذي يشار إليه على أنه حامل الجين (كروموسوم دون كروماتين).
يعتمد تركيب الكروماتين على عدة عوامل، تركيب الكروماتين يعتمد على عدة عوامل. يعتمد التركيب العام على مرحلة من مراحل دورة الخلية: خلال الطور البيني الكروماتين يكون طليق بنيويا للسماح للوصول إلى بُولِيمِيرازُ الحمض النووي الريبي RNA وبُولِيمِيرازُ الحمض النووي DNA الذي ينسخ ويضاعف الحمض النووى DNA. يعتمد تركيب الكروماتين الأولى خلال الطور البيني على الجينات الموجودة على الحمض النووي DNA.
بشكل عام، هناك ثلاثة مستويات لتنظيم الكروماتين:
1. يلتف الحمض النووى (DNA) حول بروتينات الهستون لتكوين جسيمات نووية; «خرز على خيط» تشكل (الكروماتين الحقيقى)
2. تلتف الهستونات المتعددة إلى ليفى 30 نانومتر يتكون من صفائف الجسيمات النووية «النيكولوسومات» في شكل أكثر ضغطا من (الكروماتين المُغاير)
3. المستوى الأعلى من حزم ال DNA في الياف 30 نانومتر في الطور التالي «الميتافيز» للكروموسوم (خلال الانقسام الخيطى والانقسام الاختزالي)

## تعريفات موجزة للكروماتين
1. الكروماتين هو حمض نووي مضاف إليها بروتينات و (RNA) التي تُحزم ال) DNA) ضمن نواة الخلية.
2. الكروماتين هو مركب من الحمض النووى DNA /بروتين / RNA تستخرج من نواة الطور البينى في حقيقيات النواة.
3. الحمض النووى الديوكسى ريبوزى + الهيستون = الكروماتين

لولب الحمض النووى المزدوج في الخلية يُحزم ببروتينات خاصة تُسمى هيستونات.مركب البروتين/DNA يُسمى كروماتين.التركيب البنائى للكروماتين هو جسيمات نووية (النيوكليوسومات)

## جوائز نوبل
| السنة | العالم                                 | الجائزة |
| ----- | -------------------------------------- | --- |
| 1910  | ألبرشت كوسل                            | جائزة نوبل في الطب لأبحاثه عن بيولوجيا الخلية، وخاصة ما تعلق منها بالبروتينات والأحماض النووية                                              |
| 1933  | توماس هانت مورغان                      | جائزة نوبل في الطب لاكتشافاته المتعلقة بدور الكروموسوم في الوراثة مرتكز على دراسة الطفرات الوراثية في ذبابة الفاكهة (دروسوفيلا ميلانوغاستر) |
| 1962  | فرنسيس كريك وجيمس واتسون وموريس ويلكنز | جائزة نوبل في الطب لأبحاثهم المتعلقة بالتركيب البيولوجي للأحماض النووية في الكائنات الحية                                                   |
| 1982  | آرون كلوغ                              | جائزة نوبل في الكيمياء لتطويره مجهريات الإلكترون في علم البلورات ولتوضيحاته البنيوية لمجمعات الحمض النووي البروتين ذات الأهمية الحيوية      |
| 1993  | ريتشارد روبرتس وفيليب شارب             | جائزة نوبل في الطب لاكتشافهما الإنترونات في الحمض النووي الخاص بحقيقيات النوى وآلية الربط الجيني                                            |
| 2006  | روجر كورنبيرغ                          | جائزة نوبل في الكيمياء لاعماله حول كيفية نسخ الخلايا للمعلومات الجينية لكي يستخدمها الجسم.                                                  |